# Nvidia
Nvidia (/ɛnˈvɪdiə/; NVIDIA Corporation) — американская технологическая компания, разработчик графических процессоров и систем на чипе (SoC). Разработки компании получили распространение в индустрии видеоигр, сфере профессиональной визуализации, области высокопроизводительных вычислений и автомобильной промышленности, где бортовые компьютеры Nvidia используются в качестве основы для беспилотных автомобилей.
Компания была основана в 1993 году. На IV квартал 2018 года была крупнейшим в мире производителем PC-совместимой дискретной графики с долей 81,2 % (статистика включает все графические процессоры, доступные для прямой покупки конечными пользователями — GeForce, Quadro и ускорители вычислений на базе GPU Tesla). В июне 2024 года Nvidia стала крупнейшей компанией в мире по рыночной капитализации (3,34 трлн долларов). В июле 2025 года рыночная стоимость компании превышала 4 трлн долларов, что стало мировым рекордом за всю историю биржевых торгов и превысило совокупную стоимость фондовых рынков Канады и Мексики, а также общую стоимость всех публичных компаний в Великобритании.
Штаб-квартира — в Санта-Кларе (штат Калифорния).

## История

### 1993—1999
Основатели — Дженсен Хуанг, Крис Малаховски и Кёртис Прэм — приняли решение о создании компании в апреле 1993 года за обедом в Denny's в Сан-Хосе, штат Калифорния. Малаховски и Прэм работали инженерами в Sun Microsystems, но были недовольны избранным компанией направлением развития, Хуанг занимал одну из руководящих должностей в компании-производителе интегральных схем LSI Logic. Они верили, что грядущий прорыв в компьютерной отрасли произойдёт благодаря аппаратному ускорению вычислений, слишком тяжёлых для процессоров общего назначения. Выбор в пользу разработки графических процессоров (GPU) был обусловлен стремительным ростом популярности видеоигр с трёхмерной графикой, который сулил большие прибыли производителям видеокарт. В их стартапе со стартовым капиталом в 40 тысяч долларов Хуанг стал президентом и главным исполнительным директором (CEO), Малаховски занял пост вице-президента по разработке, а Прэм — главного технического директора. Название партнёры придумали только накануне регистрации компании: оно было выбрано как производное от лат. invidia («зависть»), содержащего сочетание букв nv — сокращение от словосочетания next version («следующая версия»), которым предприниматели обозначали всю документацию по новому проекту.
Компания работала в бесфабричной модели, то есть занималась проектированием и маркетингом продуктов, но не обладала собственным производством полупроводниковых пластин и микросхем. Почти год потребовался фирме, чтобы найти партнёра, который мог произвести микропроцессор по технологическому процессу 0,5 микрона (500 нанометров) — им стал SGS-Thomson Microelectronics, предоставивший компании мощности фабрики под Греноблем во Франции. В мае 1995 года Nvidia представила свою первую разработку — мультимедийную карту NV1, которая объединила на одной PCI-плате блок обработки 2D-графики, ускоритель 3D-графики, звуковую карту и порт для игрового контроллера, совместимого с приставкой Sega Saturn. Компании сотрудничали, и в рамках договорённостей с американским подразделением Sega часть игр для Saturn была портирована на PC для запуска на NV1. Версии NV1 также выходили под марками Diamond Multimedia и SGS-Thomson. Выпуск NV1 стоил компании большей части первого 10-миллионного раунда инвестиций от Sequoia Capital, Sutter Hill Ventures и Sierra Ventures, но карта имела ограниченный успех из-за использования квадратичных поверхностей и соответственно принципиальной несовместимости с вышедшим вскоре API DirectX от Microsoft, где в качестве основного примитива построения 3D сцен были применены треугольные полигоны. Компания была вынуждена сократить половину сотрудников, а впоследствии отказалась от разработки NV2 для Sega Dreamcast и сосредоточилась на разработке комплектующих для ПК.
В первой половине 1997 года компания представила графический процессор NV3, который получил название RIVA 128 (от англ. Real-time Interactive Video and Animation accelerator, интерактивный ускоритель видео и анимации в реальном времени). Благодаря поддержке Direct3D, высокой производительности и более низкой цене, чем у основного конкурента в лице Voodoo Graphics от 3dfx Interactive (всего на рынке было более 30 компаний, предлагавших видеокарты с 3D-ускорителями), RIVA 128 приобрела большую популярность. В марте 1998 года за ней последовала ещё более успешная NV4 — RIVA TNT (TwiN Texel) — первый на потребительском рынке ускоритель 3D-графики, который мог накладывать 2 текстуры за проход, и также опережал конкурентов благодаря параллельной обработке 2D и 3D-графики и поддержке True Color. Успех RIVA 128 и RIVA TNT утвердил Nvidia как одного из ключевых игроков рынка ускорителей графики (на конец 1997 года её доля рынка оценивалась в 24 %). RIVA TNT в 1998 году получила награду «Выбор редакции» издания PC Magazine, сама фирма в 1997 и 1998 годах стала «Наиболее уважаемой полупроводниковой бесфабричной компанией» по оценке Ассоциации полупроводниковых бесфабричных компаний (Fabless Semiconductor Association).
В начале 1998 года планировалось первичное размещение акций на бирже, но после объявлений об этом получила ряд исков о нарушении патентов на технологию мультитекстурирования от конкурентов в лице Silicon Graphics, S3 Graphics и 3dfx Interactive. По итогам 1998 финансового года выручка компании достигла 158,2 миллиона долларов, а чистая прибыль — 4,1 миллиона против 13,3 и 1,3 миллиона годом ранее. В январе 1999 года первичное публичное предложение осуществлено на бирже NASDAQ, на торги были выставлены 3,5 миллиона акций по стартовой цене 12 долларов, которая к концу дня выросла до 19,69 доллара, размещение принесло компании 42 миллиона долларов, а её рыночная капитализация достигла 626,1 миллиона.
В 1999 году выпущен графический ускоритель RIVA TNT2 (NV5) — усовершенствованная версия RIVA TNT, с которым компания вплотную подступила к позициям 3dfx, удерживавшей высокое положение на рынке благодаря популярности Glide API у разработчиков игр. Но более значимым релизом года стал GeForce 256 — первый графический процессор, который благодаря интегрированному блоку трансформации и освещения геометрии обеспечил значительный скачок производительности в системах со слабыми центральными процессорами. Параллельно компания инициировала патентное разбирательство в отношении компании S3 Graphics о нарушении ряда патентов, которое разрешилось соглашением о кросс-лицензировании патентных портфолио и переходом 50 инженеров из S3 в Nvidia.

### 2000-е годы
В 2001—2002 годах компания ввязалась в патентный спор с компанией 3dfx Interactive, в ходе которого последняя не выдержала конкуренции и обанкротилась. За 70 миллионов долларов Nvidia выкупила активы 3dfx, связанные с производством графических карт, включая патенты, торговые марки и товарные запасы.
К началу 2000 годов большинство производителей графических ускорителей вышли из бизнеса, и на рынке дискретных графических ускорителей сформировалась дуополия Nvidia и ATI. После неудачного ускорителя i740 Intel оставил попытки выпустить дискретное графическое решение и сосредоточился на встроенной графике под брендом Intel Extreme Graphics. Доли рынка графики для ПК, включая интегрированную графику, распределились следующим образом: Nvidia — 31 %, Intel — 26 %, ATI — 17 %, остальные компании оказались на периферии. Конкуренция способствовала ускоренным технологическим инновациям в продуктах обеих компаний, что сделало невозможным появление на рынке другого заметного игрока. В 2000—2003 годах компания выступала поставщиком графических чипов для Xbox, а после решения Microsoft снизить себестоимость консоли её место заняла ATI. В свою очередь, Nvidia подписала с Sony контракт на поставки графических процессоров для PlayStation 3, а затем стала поставщиком дискретной графики для настольных компьютеров Apple.
В 2006 году на рынке графических ускорителей произошло 2 значимых события. Продажа ATI компании Advanced Micro Devices за 5,4 миллиарда долларов в октябре 2006 года привела к прекращению её сотрудничества с Intel. В результате контракты на поставки интегрированной и дискретной графики, которые приносили ATI до 60—70 % выручки, перешли к Nvidia, а рыночная доля AMD/ATI заметно сократилась. А спустя 2 недели компания первой представила унифицированную шейдерную архитектуру графического процессора для ПК. В 2007 году Nvidia представила программно-аппаратную архитектуру параллельных вычислений CUDA, которая упростила использование графических процессоров для вычислений общего назначения и легла в основу специализированных продуктов — физического движка PhysX и графического движка для визуализации методом трассировки лучей OptiX.

### 2010-е годы
На фоне роста сегмента интегрированной графики в конце 2000-х — начале 2010-х годов (на 2007 год Intel контролировал 35 % рынка графики, Nvidia — 25 %, к началу 2010-х доля Intel превысила 50 %) компания диверсифицировала бизнес, инвестировав в направления высокопроизводительных вычислений и встраиваемых решений для автомобильной промышленности. Успех фирмы в области ускорения вычислений, в том числе для нейросетей, привлёк в эту область других «технологических гигантов» — в 2015—2016 годах Intel вышел на рынок аппаратного ускорения глубокого обучения через поглощение производителя программируемых пользователем вентильных матриц Altera и бесфабричных компаний Nervana и Movidus, а Google в мае 2016 года выпустил собственный тензорный процессор, оптимизированный под задачи построения нейронных сетей с использованием библиотек TensorFlow. По итогам 2018 года продажа ускорителей вычислений и решений для ЦОД принесли компании 1,93 миллиарда долларов (на 133 % больше, чем в 2017 году, и почти 24 % оборота в 2018 году), а продукты для автомобильной промышленности — 558 миллионов (около 5,7 %).
В марте 2019 года Nvidia анонсировала выход на рынок нового одноплатного компьютера Jetson Nano со встроенной поддержкой искусственного интеллекта, размер которого составляет всего 70х45 миллиметров.

### 2020-е годы
В марте 2019 года было объявлено об инициировании покупки израильской компании Mellanox за 6,9 млрд $, производящей коммутаторы и сетевые адаптеры InfiniBand и Ethernet для дата-центров и высокопроизводительных вычислений. Сделка стала крупнейшим приобретением в истории компании и была завершена 27 апреля 2020 года.
В мае 2020 года была поглощена компания Cumulus Networks, которая специализируется на разработке программного обеспечения с открытым исходным кодом для сетевого оборудования — например сетевой операционной системы Cumulus Linux для коммутаторов без операционной системы.
В апреле 2023 года Nvidia представила VideoLDM — сервис на основе ИИ, создающий короткие видео по текстовому описанию с разрешением до 2048 x 1280 пикселей.
30 мая 2023 года стоимость акций Nvidia на фондовом рынке достигла 1 трлн долларов. По итогам торгов 13 июня капитализация компании снова преодолела эту отметку, достигнув 1,01 трлн долларов.
В мае 2024 года компания приобрела два израильских стартапа за миллиард долларов (Deci за 300 миллионов и Run: ai за 700 миллионов).
18 июня 2024 года Nvidia стала самой дорогой компанией мира, обогнав Microsoft.
27 января 2025 года компания потеряла почти 600 млрд долларов капитализации. Это произошло после выхода новой ИИ-модели от китайского стартапа DeepSeek и стало крупнейшим падением в истории американского фондового рынка.

## Семейства продуктов
В годовых отчётах компания выделяет два семейства продуктов и 4 целевых рынка, на которых работает. Основные продукты — графические процессоры, представленные массовой линейкой GeForce, профессиональными видеокартами Quadro и ускорителями вычислений Tesla, и системы на чипе Tegra. Выпуск графических процессоров исторически является основным направлением бизнеса компании: на начало 2018 года его доля в структуре выручки составляла около 80 % (остальное приходилось на Tegra и решения на её базе). Целевыми рынками компании являются индустрия компьютерных игр, сфера профессиональной визуализации, автомобильная промышленность и область высокопроизводительных вычислений. Важным фокусом для компании является рынок искусственного интеллекта.
Потребительские продукты, ориентированные на рынок видеоигр, объединены брендом GeForce: это графические процессоры GeForce, программное обеспечение для оптимизации производительности GeForce Experience и сервис облачного гейминга GeForce Now. Имеются игровые устройства серии Shield на базе системы на чипе Nvidia Tegra. Для разработчиков компания выпускает специализированные программные библиотеки для создания графических эффектов и реалистичного окружения в традиционных играх и VR-проектах. На рынке профессиональной визуализации представлена графическими процессорами Quadro и специализированными программами и компонентами для работы с видео и трёхмерной графикой и создания реалистичной физики объектов. Направление высокопроизводительных вычислений включает ускорители вычислений Tesla, построенные на их основе суперкомпьютеры для работы с ИИ линейки DGX и специализированные облачные платформы — GPU Cloud для разработки и обучения нейросетей и GRID для виртуализации производительных графических станций. Платформа для автомобильной промышленности объединена брендом Drive и включает бортовые компьютеры и компьютеры автопилота, инструменты для машинного обучения беспилотных автомобилей, информационно-развлекательные системы, продвинутые системы помощи водителю и инструменты для использования дополненной реальности в автомобилях.

### GeForce
История семейства графических процессоров GeForce (название которых было сложено из слов geometry (англ. геометрия) и force (англ. сила) и содержит игру слов за счёт созвучия с g-force (англ. ускорение свободного падения)) началась в 1999 году с выходом GeForce 256 на чипе NV10. Компания позиционировала его как первый графический процессор — впервые все блоки обработки графики были размещены в одном кристалле. Главным нововведением стал блок T&L, который ввёл аппаратную поддержку трансформации вершин 3D объектов (изменения положения и масштаба), отсечений (clipping) и освещения: ранее эти задачи выполнялись на центральном процессоре. В целом на потребительском рынке технология получила распространение позднее, а в 1999 году наработки были использованы в профессиональных видеокартах Quadro. GeForce 256 поддерживала OpenGL 1.3 и стала первой картой с полной поддержкой Direct3D 7. В 2000 году компания выпустила усовершенствованный чип NV15 на более тонком техпроцессе и с увеличенной на 40 % производительностью, большим числом конвейеров обработки данных и улучшенным T&L, а также упрощённые NV11 и NV16, работавшие на более высокой тактовой частоте. Основанные на них карты выходили под брендом GeForce 2. Тогда же выпущен графический процессор GeForce Go со сниженным энергопотреблением, предназначенный для использования в ноутбуках. В это время в конкуренцию вступила канадская компания ATI, представившая чипы R100 и R200 и мобильный чип RV200. Рыночный успех Nvidia и ATI подорвал позиции 3dfx Interactive, которая в попытке превзойти конкурентов вложилась в разработку провальной многопроцессорной Voodoo 5 6000, что вкупе с плохими продажами Voodoo 4 подорвало финансовую устойчивость компании и привело к её банкротству. В результате Nvidia приобрела большую часть активов 3dfx, и в её штат перешло большинство инженеров конкурента.
В 2001 году выпущен чип NV20, в котором внедрена технология LMA (Lightspeed Memory Architecture) — большое число контроллеров памяти с уменьшенной пропускной способностью. Среди новшеств также были более быстрая память SDRAM, поддержка пиксельных и вершинных шейдеров, поддержка MSAA-сглаживания и работа с Direct3D 8. На этом чипе были основаны карты линейки GeForce 3, а также графический процессор игровой консоли Xbox от Microsoft. В начале 2002 года компания представила линейку GeForce 4. Бюджетные карты в этой линейке были основаны на чипсетах NV17, NV18 и NV19, по сути являвшихся модификациями NV11, и имели большой коммерческий успех. Позднее фирма выпустила более мощные карты на чипе NV25 — усовершенствованной версии NV20. В ответ на разработки Nvidia компания ATI представила флагманский процессор R300, в котором благодаря удвоению числа всех вычислительных модулей добилась превосходства в производительности над GeForce 4. В конце 2002 года компания выпустила процессор NV30, который использовала в 5-м поколении GeForce — GeForce FX. Несмотря на то что Nvidia отстала от ATI в выпуске DX9-совместимого процессора, компания сравнялась с конкурентом за счёт новых технологий — поддержки шейдерной модели версии 2.0a, новых алгоритмов сглаживания и фильтрации, интерфейса PCI Express и памяти формата DDR2. Спустя несколько месяцев после NV30 вышел NV35, который получил дополнительный блок вершинных шейдеров, усовершенствованные блоки пиксельных шейдеров, более широкую шину памяти и технологию визуализации теней UltraShadow. В последовавшем 2005 году представлен чип NV40 и 6-е поколение GeForce, флагманская модель которого за счёт новых технологий почти вдвое превзошла по производительности модели 5-го поколения. GeForce 6 получил поддержку DirectX 9.0c и шейдерной модели версии 3, аппаратную поддержку декодирования видео в форматах H.264, VC-1, WMV и MPEG-2, а также возможность параллельного использования нескольких карт через программно-аппаратную связку SLI. Бюджетные карты GeForce 6 были основаны на чипе NV43, упрощённой и недорогой в производстве версии NV40.
В GeForce 8 поколения на базе чипа G80 компания значительно переработала архитектуру графического процессора, использовав в конвейерах обработки данных унифицированные шейдерные процессоры. Осенью 2006 года представлена новая архитектура Tesla, особенностью которой стал отказ от отдельных блоков для вершинных и пиксельных шейдеров, которые заменили унифицированные процессоры, способные выполнять любой тип шейдеров. За счёт того, что универсальные вычислительные блоки могли выполнять разнообразные типы вычислений, в чипе G80 на архитектуре Tesla удалось решить проблему неравномерного распределения ресурсов. Процессор получил поддержку DirectX 10, работал с шейдерами 4-й версии и вдвое превосходил G70 в тестах производительности. В конце 2006 года ATI была поглощена AMD и стала её графическим подразделением. Выпущенный в начале 2007 года процессор R670 был решением среднего ценового уровня и также не соперничал по производительности с собственными «флагманами». Вместе с универсальными шейдерами компания представила программно-аппаратную архитектуру CUDA, позволяющую писать программы для графических процессоров на Си-подобном языке и перенести на видеокарту тяжёлые для процессоров массивно-параллельные вычисления. В GeForce 8 и 9 компания представила аппаратную поддержку общих вычислений с точностью 32 бита, а в десятом поколении, GeForce 200 на базе GT200 — с двойной точностью 64-бита. Аппаратная многопоточность позволила перенести на видеокарту расчёты физики объектов на базе физического движка PhysX. Также весной 2009 года Nvidia выпустила линейку графических карт GeForce 100, ориентированную исключительно на OEM и основанную на дизайне GeForce 9, а осенью — ещё одну OEM-серию GeForce 300 на основе карт 200-й серии.
В 2010 году компания представила новую микроархитектуру Fermi и основанную на ней линейку карт GeForce 400. Флагманским процессором этого поколения стал GF100, имевший огромную производительность, но очень большой и сложный в производстве. В ходе разработки младших моделей графических процессоров этого семейства пересмотрена организация потоковых мультипроцессоров, что позволило уплотнить организацию чипа, сократить его площадь и себестоимость. В чипах семейства GeForce 500 компания сохранила архитектуру Fermi, но переработала её на уровне физического дизайна, использовав более медленные и энергоэффективные транзисторы в элементах процессора, не требующих высокой скорости работы, и более быстрые в критически значимых элементах. В результате при возросшей тактовой частоте карты GeForce 500 оказались заметно более энергоэффективными. Следующее поколение графических процессоров GeForce 600 было основано на новой архитектуре Kepler, было произведено по 28-нанометровому техпроцессу и включало втрое больше ядер CUDA, что обеспечило 30-процентный прирост производительности в играх. В основу следующего поколения GeForce 700 легли чипы, изначально разработанные для ускорителей вычислений Tesla, и флагманские карты этого поколения имели выдающуюся производительность, которая несколько омрачалась высокой ценой. Дальнейший прогресс графических процессоров был достигнут с переходом на архитектуру Maxwell, в которой компания переработала подсистему памяти и внедрила новые алгоритмы сжатия. Благодаря этому семейство карт GeForce 900 оказалось на треть энергоэффективнее предшественников. Поколение GeForce 10 было основано на новой микроархитектуре Pascal и выпускалось по более тонкому 16-нанометровому техпроцессу. Однако настоящим прорывом, по характеристике основателя и президента компании Дженсена Хуанга, стала новая микроархитектура Turing, анонсированная в 2018 году. В новых графических процессорах 20-й серии (GeForce RTX) компания первой в мире представила технологию аппаратного ускорения трассировки лучей в реальном времени на специализированных RT-ядрах и поддержку работы ИИ на основе тензорных ядер, что обеспечило огромный скачок в качестве работы со светом и отражениями в компьютерных играх. Как отметила компания, основанные на Turing карты семейства GeForce 20 получили прирост производительности в 40—60 % в играх, не имеющих оптимизации под новые технологии, и до 125 % в играх с поддержкой технологии Deep Learning Super Sampling в сравнении с предшествующим поколением GeForce 10.

#### GeForce Experience
В 2013 году компания выпустила утилиту GeForce Experience, которая оптимизирует производительность ПК с видеокартами Nvidia в играх, проверяет актуальность установленных на устройстве драйверов, добавляет функцию записи и трансляции игрового процесса и прочие возможности для комфортного игрового процесса. GeForce Experience поддерживает графические процессоры компании начиная с GeForce 400, выпущенного в 2010 году. Утилита автоматизирует проверку и обновление драйверов, в том числе драйверов Game Ready, оптимизированных для конкретных игр, а также задаёт оптимальные настройки для наилучшей производительности в играх на основе параметров конкретного ПК. Во время игры GeForce Experience работает как оверлей, предоставляющий доступ к дополнительным инструментам.
В их число входит инструмент записи и трансляции игрового процесса ShadowPlay, реализованная на базе аппаратного энкодера Nvidia NVENC, интегрированного в графический чип процессоров с архитектурой Kepler и выше. ShadowPlay позволяет вести запись в разрешении HD, Full HD, 2K и 4K с частотой кадров 30 или 60 в секунду и битрейтом от 10 до 50 мегабит в секунду, поддерживает отображение изображения с веб-камеры в углу экрана и захват экрана и несколько режимов записи, в том числе сохранение записи до 20 уже прошедших минут игры. Видео сохраняются с кодированием в H.264 в формате MP4, также ShadowPlay поддерживает стриминг в подключённые учётные записи Twitch, Facebook и на YouTube. В 2017 году ShadowPlay был дополнен технологией Highlights, которая автоматически сохраняет в формате 15-секундных видеоклипов или GIF важные игровые моменты — выполнение квеста, одновременное убийство нескольких противников, победу над сложным боссом.
В 2016 году в состав Nvidia Experience вошёл инструмент Ansel, созданный совместно с разработчиками игр и названный в честь американского фотографа Энселя Адамса. Ansel предоставляет пользователю расширенные возможности по созданию скриншотов включая стереоизображения, 360-градусные панорамы и стереопанорамы. Ansel позволяет в любой момент времени остановить игру, перемещать и настраивать камеру для выбора ракурса, использовать хромакей, проводить пост-обработку. Снимки сохраняются в формате OpenEXR с поддержкой расширенного динамического диапазона. Режим Super Resolution позволяет с помощью ИИ масштабировать изображения до разрешения 63360×35640 без сглаживания. В августе 2018 года с выходом новых графических процессоров с аппаратной поддержкой трассировки лучей компания представила Ansel RTX, который рассчитывает в 30 раз большее число лучей света, чем движок игры в реальном времени и позволяет получать фотореалистичное изображение.
В январе 2018 года компания представила в составе GeForce Experience технологию Freestyle, которая позволяет на уровне драйвера экспериментировать с шейдерами, меняя цветовую гамму, резкость и другие параметры изображения, наподобие инстаграм-фильтров. Пользователю были доступны предустановленные наборы параметров, включая комбинации для дальтоников, и 38 настроек. Ещё одной экспериментальной функцией GeForce Experience является режим GameStream Co-op, который позволяет игроку временно передать управление другому пользователю или пригласить его присоединиться к кооперативному режиму. При этом игра будет запущена только на компьютере первого игрока, а второй будет получать трансляцию игрового процесса по Сети.

### Quadro
Развитие направления профессиональных графических карт Quadro для высокопроизводительных рабочих станций началось в 1999 году с выхода первого решения на базе ядра NV10, использованного в GeForce 256. Карты Quadro основаны на тех же процессорах, что и карты игровой (потребительской) линейки GeForce, но отличаются более надёжными компонентами, рассчитанными на длительную эксплуатацию при пиковых нагрузках, а драйверы Quadro имеют сотни профилей для работы в специализированных приложениях с максимальной производительностью. Например, редактор трёхмерной графики Autodesk Softimage использует физический движок PhysX для ускорения расчётов на ядрах CUDA при создании реалистичных эффектов, например, воды, огня или взрывов. Autodesk 3ds Max поддерживает отрисовку сцен на рендер-движке Nvidia iRay, который обращается напрямую к графическому процессору в обход центрального процессора, тем самым ускоряя время отрисовки на порядок. И iRay, и V-Ray от компании Chaos Group поддерживают прорисовку сцен в режиме реального времени за счёт ресурсов графического процессора. Autodesk AutoCAD в сочетании с Quadro позволяет использовать аппаратные шейдеры при построении изображений. Поддержку специализированных технологий Nvidia также имеет ПО CATIA, SolidWorks, PTC Creo, Solid Edge, «Компас», Revit, Civil, ArchiCAD, Autodesk Maya, Adobe Photoshop, Adobe Premiere Pro, MSC Nastran, ANSYS. В Quadro реализован ряд технологий, недоступных пользователям GeForce — сглаживание до x64 (и до x128 при подключении нескольких видеокарт по технологии Nvidia SLI), управление множественными рабочими столами с настраиваемыми границами экранов, коррекция ошибок в памяти для высокоточных вычислений и полная очистка памяти при переходе к новым задачам, точное распределение вычислительной нагрузки между несколькими графическими картами, расширенные возможности удалённого администрирования и мониторинга.

### nForce
В 2001 году Nvidia выпустила свой первый чипсет для системных плат. Первые поколения — nForce, nForce2 и nForce3 — работали только с процессорами AMD. Последующие поколения (nForce4, nForce 500, nForce 600, nForce 700, GeForce 8000/9000 и nForce 900) получили поддержку процессоров Intel. В феврале и марте 2009 года Intel и Nvidia обменялись исковыми заявлениями. Intel считала, что сделка 2004 года по кросс-лицензированию технологий больше не действует и Nvidia не может производить чипсеты с поддержкой шин DMI / QPI и, как следствие, процессоров нового поколения Nehalem. Nvidia же считала, что вторая сторона этим запретом нарушает всё ещё действующее лицензионное соглашение. Ввиду потери рынка карт для процессоров Intel в октябре 2009 Nvidia объявила о заморозке инвестиций в разработку новых чипсетов. Через год, в ноябре 2010 года компания полностью отказалась от чипсетного бизнеса. Причинами был и конфликт с Intel (суд завершился победой Nvidia в 2011 году) и то, что спрос на nForce год от года снижался, так как интегрированные графические решения перемещались из отдельных чипсетов в центральные процессоры.

### Tesla
Линейка ускорителей вычислений Tesla была представлена летом 2007 года, вскоре после релиза унифицированной вычислительной архитектуры CUDA, позволяющей на Си-подобном языке программирования писать код для вычислений на графическом процессоре. Первый ускоритель Tesla C870 был основан на графическом процессоре G80, уже представленном в картах GeForce 8-й серии, и основанном на унифицированной шейдерной микроархитектуре, также носящей имя Tesla. Также были представлены решения с 2 картами в «настольном суперкомпьютере» и 4 картами в форм-факторе блейд-сервера формата 1U. C870 поддерживала вычисления с одинарной точностью с производительностью 518 гигафлопс. С переходом на новую микроархитектуру графических процессоров компания обновляла линейку ускорителей Tesla, причём в случае Fermi, Pascal, Volta и Turing ускорители Tesla становились первыми продуктами на новой архитектуре, представленными широкой публике. В 2011 году компания представила технологию Maximus, позволяющую комбинировать в рамках одной рабочей станции ускорители Tesla и профессиональные графические карты Quadro для максимально эффективного распределения вычислительных ресурсов. Для этого в рамках технологии Maximus компания представила универсальный драйвер для обеих карт, оптимизированный как для решения более стандартных задач на базе Quadro, так и для специализированных вычислений на базе Tesla.
Наиболее современным на октябрь 2018 года был ускоритель вычислений Tesla T4 на микроархитектуре Turing, новшеством которого стала поддержка более широкого диапазона точности, что кратно увеличило производительность в вычислениях, не предъявляющих высоких требований к точности — например, при применении обученных моделей нейросетей. В результате Nvidia удалось достичь производительности в 8,1 терафлопса в вычислениях с одинарной точностью (FP32), 65 терафлопс в смешанных вычислениях с одинарной и половинной точностью (FP16/FP32), 130 триллионов операций в режиме INT8 и 260 триллионов в режиме INT4.
По итогам 2018 года Tesla были самыми популярными ускорителями в области высокопроизводительных вычислений и использовались в 127 суперкомпьютерах, входящих в Top500 — рейтинг самых мощных устройств этого класса. Для сравнения, в рейтинге 2015 года присутствовало 66 устройств, использовавших ускорители Tesla, 26 устройств с Intel Xeon Phi на базе процессоров общего назначения и 3 суперкомпьютера с AMD FirePro. На ускорителях вычислений Tesla были основаны два самых мощных на 2018 год суперкомпьютера мира — Summit в Национальной лаборатории Окриджа и Sierra в Ливерморской национальной лаборатории Министерства энергетики США. Также вычисления на ускорителях Tesla были внедрены в суперкомпьютере Tsubame Токийского технологического института (29-е место на конец 2008 года); суперкомпьютере Tiānhé-1A, спроектированном китайским Оборонным научно-техническим университетом НОАК (1-е место на октябрь 2010 года); суперкомпьютере Titan, установленном в Национальной лаборатории Окриджа Министерства энергетики США (1-е место на ноябрь 2012 года); суперкомпьютере Cray CS-Storm (10-е место в 2014 году); суперкомпьютере Piz Daint, размещённом в Швейцарском национальном суперкомпьютерном центре (3-е место на ноябрь 2017 года). Среди российских суперкомпьютеров, использующих вычисления на графических процессорах общего назначения на базе ускорителей Nvidia Tesla — «Ломоносов», установленный в Московском государственном университете, и «Лобачевский», расположенный в Нижегородском государственном университете. Также по ситуации на 2018 год Nvidia Tesla были в основе 22 из 25 наиболее энергоэффективных суперкомпьютеров рейтинга GREEN500.

### GRID
Nvidia занялась разработкой платформы удалённой обработки данных в середине 2000 годов, и в мае 2012 года представила свои разработки в этом направлении — платформу VGX для виртуализации рабочих мест с производительностью полноценной рабочей станции и GeForce GRID — технологическую платформу для запуска игр в облаке. VGX была основана на 3 компонентах — блейд-серверах на базе графических процессоров Nvidia, собственном гипервизоре Nvidia, который интегрировался в коммерческие гипервизоры и обеспечивал виртуализацию графического процессора и систему распределения ресурсов между пользователями. Впоследствии компания представила аппаратные решения для VGX — графические карты для виртуализации большого числа рабочих мест VGX K1 и решение для одновременного запуска 2 рабочих мест для работы со сложной графикой и обработки 3D-задач в приложениях Adobe, Autodesk и SolidWorks — VGX K2. В марте 2013 года компания представила готовое решение для дизайнеров, архитекторов, проектировщиков и инженеров GRID VCA (Visual Computing Appliance, букв. англ. оборудование для визуальных вычислений), включающее сервер в форм-факторе 4U, клиентское ПО и гипервизор. В конце 2013 года серверы GRID были внедрены в Amazon Web Services. Представленное в том же году серверное решение для облачного гейминга работало по схожему принципу, предоставляя пользователям фиксированный объём вычислительной мощности для стабильной производительности системы в современных играх. Для снижения сетевой задержки реализовано сжатие видео на собственных серверах и оптимизированы драйверы как для серверного, так и клиентского оборудования. Потребителями решений Nvidia для операторов игровых сервисов были многие игровые сервисы — Gaikai, Playcast, Ubitus, CiiNow, G-cluster, LiquidSky и Playkey. Собственные решения компания использовала в собственном облачном сервисе для владельцев игровых устройств линейки Shield — GeForce GRID (впоследствии — GeForce NOW).

### GeForce NOW
GeForce NOW образца 2018 года — третья по счёту итерация сервиса облачных игр (потоковая трансляция ПК-игр из облака), разработку которого фирма вела с начала 2010-х годов. В 2012 году компания выпустила серверное решение GeForce GRID, которое позволяло запускать игры на высокопроизводительном оборудовании компании и стримить игровой процесс на устройство пользователя. Первым партнёром Nvidia, внедрившим GeForce GRID в своих серверах, стал сервис цифровой дистрибуции Gaikai, впоследствии выкупленный Sony. Бета-тестирование собственного облачного сервиса, предназначенного для пользователей устройств линейки Shield, компания начала осенью 2013 года. Как отмечало издание о технологиях The Verge, уже тогда GRID (как сервис потоковой трансляции игр) значительно превосходил альтернативы в лице Gaikai и OnLive. На протяжении всего времени тестирования Grid оставался бесплатным для пользователей, а на апрель 2015 года библиотека сервиса включала 47 ПК-игр, главным образом класса AAA. По окончании многомесячного тестирования осенью 2015 года компания перезапустила сервис потоковой трансляции игр под брендом GeForce NOW с платной подпиской на игры встроенного каталога и возможностью приобретения других игр через сервис цифровой дистрибуции. География работы GeForce NOW на момент перезапуска включала Европу (в том числе, западную часть России), Северную Америку и Японию. GeForce NOW неоднократно получал высокие оценки в игровой прессе, а главная претензия к нему сводилась к недоступности вне экосистемы Shield. В 2017 году компания начала тестирование GeForce NOW по модели службы аренды вычислительных ресурсов для запуска игр, доступной на любых устройствах, включая ПК под управлением OS X и Microsoft Windows (при этом пользователи Shield вновь получили бесплатный доступ к сервису). В 2017 году началось тестирование нового GeForce NOW на Mac, в январе 2018 года бета-версия сервиса стала доступна владельцам ПК на Windows. Благодаря использованию графических ускорителей Tesla P40 с 24,5 гигабайтами VRAM в серверной части сервис смог обеспечить производительность в графики эквивалентную использованию GeForce GTX 1080 на устройстве пользователя с разрешением до 2560×1600. В новом GeForce NOW пользователи потеряли доступ к каталогу игр по подписке, но получили возможность запускать на виртуальном компьютере любые игры из сервисов цифровой дистрибуции Steam, Uplay или Battle.net.

### DGX
Новый рынок для компании открылся в 2009 году, когда сразу несколько исследовательских групп обнаружили, что графические процессоры гораздо эффективнее для задач, связанных с глубоким обучением нейросетей. Профессор Стэнфордского университета Эндрю Ын тогда отмечал, что основанные на GPU решения могут быть в 100 раз эффективнее, чем решения на базе центральных процессоров с архитектурой x86.
Первый суперкомпьютер для решения задач по глубокому обучения ИИ DGX-1 компания представила на конференции GTC в апреле 2016 года одновременно с анонсом ускорителя вычислений Tesla P100. В первой версии DGX-1 было установлено 8 карт P100 с совокупной производительностью 170 терафлопс. Его конфигурация включала 2 линии 10-гигабитного Ethernet и 4 InfiniBand с шиной EDR и скоростью около 100 гигабит в секунду. DGX-1 стал первым комплексным решением для глубокого обучения и поставлялся с пакетом специализированного ПО, в том числе платформой Deep Learning GPU Training System (DIGITS) и библиотекой CUDA Deep Neural Network library (cuDNN). В продажу компьютер поступил в июне 2016 года по цене 129 тысяч долларов. Спустя год вместе с анонсом ускорителей Tesla V100 на новой архитектуре Volta компания представила обновлённый DGX-1 с 8 картами V100, а также DGX Studio с 4 картами V100 и меньшим объёмом оперативной памяти. Обновлённый DGX-1, поступивший в продажу по цене 149 тысяч долларов, имел производительность в 960 терафлопс при выполнении задач глубокого обучения, DGX Station с производительностью 490 терафлопс получил цену в 69 тысяч.
Принципиального прорыва в производительности до 2 петафлопс компания добилась в DGX-2, продемонстрированном на GTC в марте 2018 года. В новом компьютере были использованы 16 ускорителей вычислений Tesla V100, объединённых новым интерфейсом NVSwitch с пропускной способностью 2,4 терабайта в секунду — по характеристике Дженсена Хуанга, этой скорости было бы достаточно для одновременной трансляции 1440 фильмов. В совокупности в новинке было 82 тысячи ядер CUDA, более 100 тысяч ядер Tensor и 512 гигабайт памяти с высокой пропускной способностью стандарта HBM 2. На презентации компания отметила, что смогла достичь в 10 раз большей производительности, чем в DGX-1, и в 500 раз большей, чем в собственных решениях 5-летней давности. В продажу DGX-2 поступил по цене в 399 тысяч долларов.

### Tegra
Разработкой систем-на-чипе (SoC), предназначенных для использования в мобильных устройствах, компания занялась после приобретения в 2003 года компании-разработчика дискретной графики для КПК MediaQ. Её наработки были использованы для создания линейки чипов GoForce, которые нашли применение в устройствах Motorola и других производителей. В 2006—2007 годах фирма также приобрела софтверную графическую компанию Hybrid Graphics и бесфабричную компанию PortalPlayer, в прошлом — поставщика систем-на-чипе для Apple iPod. Накопленный опыт и приобретённые технологии были использованы в новой линейке чипов Tegra, которые объединяли процессор общего назначения с архитектурой ARM и собственный энергоэффективный графический процессор. В первом поколении своих SoC, представленном в 2008 году, компания выпустила две серии чипов — Tegra APX 2500 для смартфонов и модели 600 и 650, призванные составить Intel Atom конкуренцию в нише мобильных интернет-устройствах (то есть КПК, ориентированных на веб-сёрфинг и развлечения) и смартбуках. Tegra первого поколения нашли применение в медиаплеерах Zune HD от Microsoft и Samsung YP-M1 а первым смартфоном на платформе стал Microsoft KIN. Однако широкого применения первое поколение Tegra не получило: сказалась ставка на смартбуки и продвинутые КПК, которые не нашли массового рынка.
Намного более успешной оказалась система-на-чипе Tegra 2, представленная в 2011 года. Производительная Tegra 2 с поддержкой 3D-графики получила применение во многих 10-дюймовых планшетов и смартфонах Acer, Asus, Motorola, LG, Toshiba и других производителей и оставалась актуальной даже спустя несколько лет. Успех второго поколения SoС повторила Tegra 3, получившая более мощный графический ускоритель и дополнительное процессорное ядро для простых вычислений. Tegra 3 устанавливался в Google Nexus 7, планшеты Lenovo, Asus и Acer, смартфоны HTC и LG, а также ноутбуки-трансформеры под управлением операционной системы Windows RT — Microsoft Surface и Lenovo IdeaPad Yoga 11. В 2013 году компания представила Tegra 4, на основе которого разработала собственные игровые консоли, выходившие под брендом Shield. Однако постепенно компания утратила интерес к конкурентному массовому рынку потребительских устройств и переориентировалась на области, где высокая производительность Tegra была востребована — игровые консоли и автомобильный рынок. В 2012 году NVIDIA договорилась с Audi об использовании Tegra в панелях управления и развлекательных системах автомобилей, а в 2013 году — начала сотрудничество с Tesla и Lamborghini.
Долгий производственный цикл автопроизводителей оказался удобен для Nvidia, которая нашла в автомобилях применение как для новых разработок, так и для более старых Tegra 2 и Tegra 3. Представленная в 2014 году система-на-чипе Tegra K1 изначально позиционировалась как платформа для бортовых компьютеров и систем беспилотных автомобилей, а следующее поколение Tegra X1 вообще не предназначалось для применения в мобильной электронике.

### Drive
На Consumer Electronics Show в январе 2015 года вместе с анонсом системы-на-чипе Tegra X1 фирма представила собственное комплексное решение для автомобильной промышленности — компьютер для приборной панели Drive CX на базе чипа X1, инструментарий для разработки интерфейсов приборной панели Drive Studio и бортовой для автопилотов Drive PX, в котором использовались сразу 2 SoC X1. В отличие от ADAS (Advanced driver assistance system, рус. передовая система помощи водителю), представленных на рынке на тот момент, Drive PX был ориентирован на использование в автомобилях, начиная со средней ценовой категории. С первой версии Drive PX поддерживал работу сразу 12 отдельных HD-камер, информация которых обрабатывалась искусственной нейронной сетью, и распознавал другие транспортные средства, пешеходов, дорожные знаки и другую информацию. На конференции GPU Technology Conference весной 2015 года представители NVIDIA рассказали о процессе обучения ИИ Drive PX и отметили, что на основе опыта множества смоделированных аварий научили его избегать преград и учитывать все возможные препятствия.
Drive PX первой версии имел производительность расчётов в 2,3 терафлопс, а в представленном на CES 2016 компьютере Drive PX 2 этот показатель удалось довести этот показатель до 8 терафлопс. Этой производительности уже было достаточно для автоматического пилотирования автомобиля на основе данных 12 камер, радара, лидара и других датчиков. Обновлённый Drive PX 2 научился выводить подробную информацию об окружении автомобиля на экран в реальном времени, а при подключении к интернету — дополнять их сведениями о дорожной обстановке, состоянии дорожного полотна и других факторах. На GPU Conference в апреле 2016 года NVIDIA были представлены демо-автомобили Audi, Volvo и BMW, оснащённые Drive CX и Drive PX. В январе 2017 года на CES 2017 NVIDIA и Audi объявили о планах к 2020 году выпустить серийный автомобиль с ИИ (предположительно, Audi Q7). Также компания-разработчик представила собственный беспилотный автомобиль BB8, названный в честь астромеханического дроида из вселенной «Звёздных войн», и применяемый для апробирования технологий автономного вождения.
В феврале 2017 года состоялась тестовая гонка чемпионата беспилотных электрокаров Roborace, в котором команды представлены технологически идентичными болидами с различными управляющими программными платформами. Обе машины тестового заезда, DevBot 1 и DevBot 2, работали на базе Drive PX 2. Осенью 2017 года на конференции GPU Conference в Мюнхене компания представила прототип автономного почтового фургона, разработанный ZF Friedrichshafen AG совместно с Deutsche Post DHL, а представители российской технологической компании «Яндекс» рассказали о собственном самоуправляемом автомобиле на базе Toyota Prius V и Drive PX 2. Кроме того, на конференции Дженсен Хуанг представил расширенную версию Drive PX — Drive PX Pegasus, разработанное совместно с 25 другими технологическими компаниями и автопроизводителями и при производительности в 320 терафлопс позволяющее создать беспилотный автомобиль 5-го уровня автономности (не требующий участия человека в управлении). Также вплоть до августа 2018 года компьютеры линейки Drive PX использовались в электрокарах Tesla.
В марте 2018 года после смертельного ДТП, в ходе которого самоуправляемый автомобиль Uber сбил велосипедистку, ошибочно посчитав её незначительным препятствием, которое не требует реакции, фирма объявила о прекращении тестирования собственных беспилотных автомобилей на дорогах общего пользования. Спустя неделю на собственной технологической конференции компания представила облачную платформу Drive Pegasus, предназначенную для тестирования алгоритмов автопилота в смоделированных условиях. Система основана на двух компонентах. Первый — сервер на базе графических процессоров Nvidia, на котором запущена среда симуляции Drive Sim, создающая потоки данных для камер, радара, лидара и других датчиков машины и фотореалистичное тестовое окружение. Второй — бортовой компьютер Drive Pegasus для запуска ИИ-автопилота. Эта связка позволяет моделировать любые ситуации на дороге, включая маловероятные сценарии и экстремальные погодные условия и проводить миллионы тестов в день без риска для других участников дорожного движения.

### Shield
В начале 2013 года на Consumer Electronics Show фирма анонсировала собственную игровую консоль под кодовым названием Project Shield. К поступлению устройства в продажу слово Project в названии было опущено. Shield получил формат геймпада с откидным 5-дюймовым сенсорным экраном, работал под управлением операционной системы Android, позволял загружать игры из магазина Google Play, собственного магазина цифрового контента TegraZone, а также поддерживал технологию GameStream — потоковую трансляцию игр с ПК, оснащённого графическим процессором GeForce на микроархитектуре Kepler. Помимо игры на собственном экране Shield позволял выводить изображение по HDMI на монитор или экран телевизора, что делало его устройством с самой большой библиотекой игр и самыми широкими игровыми возможностями на рынке. В список игр, получивших поддержку контроллера Shield, вошли около 2 десятков названий, включая AAA-проекты, такие как Bioshock Infinite, Need for Speed: Most Wanted, Call of Duty: Black Ops 2, Team Fortress 2, Grand Theft Auto: Vice City и ARMA Tactics.
В 2014 году компания представила Shield Tablet, выполненный в форм-факторе традиционного планшета с беспроводным контроллером и ставший одним из наиболее производительных Android-устройств на рынке. Помимо GameStream устройство получило поддержку облачного игрового сервиса Grid для потоковой трансляции ПК-игр из облака Nvidia (впоследствии переименованного в GeForce Now), а также было оптимизировано для графического движка Unreal Engine. На момент релиза Shield Tablet оказался сравнительно дорогим устройством, а из-за проблем с перегревом аккумулятора компании пришлось заменить пользователям часть устройств. В 2015 году компания выпустила обновлённую модель с исправленными «детскими болезнями» под индексом K1, которая при идентичной предшественнику конфигурации имела значительно меньшую цену в розничной продаже.
Кроме того, в 2015 году фирма выпустила игровое устройство в формате потокового медиаплеера (телевизионной приставки), получившее название Shield Android TV или просто Shield (оригинальный Shield 2013 года был переименован в Shield Portable). Новый Shield стал первым устройством на базе процессора Tegra X1, работал на базе Android TV, поддерживал GameStream и Grid (GeForce Now) и вывод видео в разрешении Ultra HD (4K). Помимо контента Android TV устройство получило поддержку стриминговых сервисов Netflix, Hulu Plus, YouTube, Amazon Instant Video и Sling TV, российских Okko, Megogo.net, Amediateka, Rutube и многих других, а также поддержку стриминга с Android-устройств Google Cast. В обновлении 2017 года Shield получил на 40 % более компактный корпус, поддержку новых стриминговых сервисов, полную интеграцию с голосовым помощником Google Assistant и поддержку системы умного дома на платформе Samsung SmartThings в режиме хаба, через который организовано подключение и взаимодействие устройств и датчиков.

### Jetson
В марте 2014 года компания представила свой первый специализированный компьютер для встраиваемых систем Jetson TK1 на базе процессора Tegra K1, предназначенный для использования в автономных дронах, умных камерах, роботах и других интеллектуальных устройствах. Несмотря на скромные размеры, Jetson TK1 с производительностью в 326 гигафлопс был сравним по мощности с традиционными рабочими станциями, что позволило позиционировать новинку и последующие версии Jetson как «первые мобильные суперкомпьютеры». В Jetson TX1 на базе системы-на-чипе Tegra X1 производительность выросла до 1 терафлопс, а размер самого устройства удалось сократить до размера пластиковой карты. В Jetson TX2 на основе обновлённого процессора Tegra X2 NVIDIA удалось удвоить производительность при сохранении прежнего уровня энергопотребления. Принципиального прорыва в вычислительной мощности компания достигла в июне 2018 года в компьютере Jetson Xavier, основанном на следующем поколении чипов Tegra. Система с производительностью 30 терафлопс при энергопотреблении втрое меньше, чем у лампы накаливания, была представлена как первый в мире компьютер для интеллектуальных роботов. На плате Jetson Xavier разместились 8-ядерный процессор ARM для выполнения общих вычислений, графический процессор с тензорными ядрами, предназначенный для задач, связанных с глубоким обучением, и специализированные блоки для обработки видео. Jetson Xavier был представлен в составе платформы Isaac, также включающей набор API и инструментов разработки для подключения к 3D-камерам и датчикам Isaac SDK, библиотеку ускорителей ИИ Isaac IMX и виртуальную среду для обучения и тестирования ИИ Isaac Sim.

### Grace
Семейство микропроцессор Nvidia Grace класса Server/Datacenter которые обеспечивают высокую производительность, энергоэффективность и возможность подключения с высокой пропускной способностью, и которые можно использовать в различных конфигурациях для различных нужд центров обработки данных. Выпускаются с середины 2023 года.

### GR00T
NVIDIA Isaac™ GR00T — это исследовательская инициатива и платформа для разработки универсальных моделей роботов и конвейеров данных для ускорения исследований и разработок в области гуманоидной робототехники.

### GR00T N1
Базовая модель для роботов-гуманоидов GR00T N1 с опцией рассуждений — её обучали в том числе на синтетических data. Мультимодальная модель «трактует окружение по визуальным и языковым влияниям, что позволяет боту рассуждать проводить и соблюдать правила, планировать действия».

## Инициативы

### GPU Technology Conference
С 2009 года компания проводит ежегодные конференции GPU Technology Conference (GTC), первая из которых прошла в Сан-Хосе в конце сентября — начале октября 2009 года. За десятилетие география мероприятия значительно расширилась: в 2018 году помимо GTC в Кремниевой долине и Вашингтоне региональные конференции прошли в Тайване, Японии, Европе, Израиле и Китае. Если первоначально главной темой GTC были развитие и использование графических процессоров для ускорения вычислений, то с середины 2010-х годов фокус сместился на развитие машинного обучения и применение ИИ.

### GPU Ventures Program
В 2009 году фирма учредила инвестиционную программу GPU Ventures Program для вложений в стартапы, работающие над методами применения графических процессоров для общих вычислений. В рамках программы компания планировала предоставлять инвестиции от 0,5 до 5 миллионов долларов перспективным проектам, связанным с обработкой видео, НИОКР, финансами и другими направлениями применения собственных технологий. По состоянию на 2018 год в портфель GPU Ventures Program входили в числе прочих система облачной аналитики для розничной торговли Abeja, разработчик технологий для самоуправляемых автомобилей Optimus Ride, разработчик ИИ для голосовых помощников Soundhound, метеорологический стартап TempoQuest, разработчик технологий компьютерного зрения для здравоохранения Zebra Medical и компания Datalogue, разрабатывающая алгоритмы data mining.

### Deep Learning Institute
В 2015 году с целью преодолеть дефицит специалистов в области обработки данных и глубокого обучения компания анонсировала собственную образовательную программу — Институт глубокого обучения (Deep Learning Institute, DLI). Первые образовательные сессии прошли в рамках GTC, а в 2016 году совместно с платформами массового онлайн-образования Coursera и Udacity выпустила онлайн-курсы по глубокому обучению и ИИ. В DLI проходили подготовку разработчики из компаний Adobe, Alibaba и SAP, также курсы проходили на площадках крупных исследовательских и образовательных институтов — Национальных институтов здравоохранения США, Национального института науки и технологий США, Супервычислительного центра Барселоны, Сингапурского политехнического института и Индийского технологического института Бомбея. Программы обучения в DLI построены вокруг прикладных направлений применения технологий компании в самоуправляемых автомобилях, здравоохранении, робототехнике, финансах, а практические занятия ведут специалисты Nvidia и компаний-партнёров и сотрудники университетов.

### Nvidia Inception Program
В июне 2016 года компания представила программу поддержки стартапов, работающих в области искусственного интеллекта и обработки данных — Nvidia Inception Program. Участники программы получают ранний доступ к программному и аппаратному обеспечению, помощь сертифицированных специалистов и инженеров компании, обучение в DLI и инвестиции в рамках GPU Ventures Program. Уже к 2017 году в программе участвовало свыше 1300 компаний, на 2018 год число участников программы достигло 2800. В рамках ежегодной конференции GTC компания выбирает несколько победителей программы, продемонстрировавших выдающиеся достижения в своих областях. В 2017 году лауреатами премии стали разработчик системы диагностики боли в груди Genetesis, система борьбы с вредоносным ПО Deep Instinct и авторы технологии анализа крови на основе нейронных сетей Athelas, в 2018 году — проект Subtle Medical с технологией ускорения МРТ и ПЭТ на основе нейронных сетей, система автоматизации розничной торговли AiFi и логистический стартап Kinema Systems.

## Компания

### Штаб-квартира
Штаб-квартира компании расположена в городе Санта-Клара в одноимённом округе штата Калифорния. Первое здание комплекса, названное «Индевор» (англ. Endeavor) в честь последнего космического челнока НАСА, было возведено в 2010—2017 годах по проекту архитектурного бюро Gensler. Помещения внутри «Индевора» носят названия, отсылающие к научной фантастике — «Альтаир IV» (планета из фильма «Запретная планета»), «Скаро» (планета из научно-фантастического сериала «Доктор Кто»), «Скайнет» (искусственный интеллект из серии фильмов «Терминатор»), «Вогсфера» (родная планета расы вогонов из произведений Дугласа Адамса), Хотт (планета из вселенной «Звёздных войн»), «Мордор» (регион Средиземья, владения Саурона из легендариума Джона Толкиена), «Метрополис» (отсылка к одноимённому немому фантастическому кинофильму Фрица Ланга).
На 2018 год компания вела строительство второго здания под названием «Вояджер» (англ. Voyager), которое служит отсылкой к одноимённым космическим аппаратам и программе исследования дальних планет Солнечной системы. Первые буквы названий зданий новой штаб-квартиры, латинские En и V также складываются в Nv — первые буквы названия самой компании. Площадь «Индэвора» составляет 500 тысяч кв. футов (около 46,5 тыс. м²), проектная площадь «Вояджера» — 750 тысяч кв. футов (около 69,6 тысячи м²). «Индэвор» вмещает более 2000 сотрудников компании, всего в Санта-Кларе работает 5000 сотрудников, а общий штат компании составляет 11,5 тысяч человек.

### Руководство
По состоянию на февраль 2018 года руководящие посты в компании занимали:
- Дженсен Хуанг, бессменный президент, главный исполнительный директор (CEO), член совета директоров.
- Колетт Кресс, исполнительный вице-президент, главный финансовый директор (CFO) с 2013 года. В прошлом работала в Cisco (2010—2013), Microsoft (1997—2010), Texas Instruments (1989—1997). Имеет степень бакалавров финансов Университета Аризоны и магистерскую степень Южного методистского университета.
- Джэй Пури, исполнительный вице-президент по глобальным операциям с 2009 года (в 2005—2009 годах старший вице-президент по глобальным продажам). В прошлом работал в Sun Microsystems (1983—2005), Hewlett-Packard, Booz Allen Hamilton и Texas Instruments. Имеет степень бакалавра инженерных наук[англ.] Университета Миннесоты, степень магистра инженерных наук[англ.] Калифорнийского технологического института и степень магистра делового администрирования Гарвардской школы бизнеса.
- Дебора Шоквист, исполнительный вице-президент по операциям с 2009 года (в 2007—2009 годах старший вице-президент по операциям). В прошлом работала в JDSU (2004—2007), Coherent[англ.] (2002—2004), Quantum Corporation[англ.] и Hewlett-Packard. Имеет степени бакалавра электротехники Университета Канзаса и бакалавра биологии Университета Санта-Клары.
- Тимоти Тетер, исполнительный вице-президент, главный советник и секретарь с 2018 года (в 2017—2018 годах старший вице-президент). В прошлом партнёр в юридической фирме Cooley LLP[англ.], до юридической карьеры — инженер в Lockheed Missiles and Space Company. Имеет степень бакалавра механики Калифорнийского университета в Дейвисе и степень доктора юриспруденции Стэнфордской школы права[англ.].

### Акционеры
На 2018 год компанией было выпущено 945 миллионов обыкновенных акций, имеющих 1 голос. С 1999 года компания 4 раза проводила дробление акций: в 2000, 2001 и 2006 году бумаги дробились в соотношении 2 к 1, в 2007 году «сплит» был проведён в соотношении 3 к 2. 

В 2021 году, спустя 14 лет, компания провела ещё одно дробление в соотношении 4:1 — крупнейшее в своей истории.
Компании принадлежат 35,9 % её акций, 61,4 % находятся в обращении на бирже NASDAQ. Крупнейшими держателями акций являются Fidelity Management & Research Co. (7,94 %), The Vanguard Group (7,14 %), BlackRock Fund Advisors (4,46 %), SSgA Funds Management (3,87 %), основатель компании Дженсен Хуанг (3,6 %), T. Rowe Price Associates, Inc. (1,81 %), JPMorgan Investment Management, Inc. (1,3 %), Geode Capital Management (1,29 %) и Jennison Associates (1,16 %).
Впервые после IPO в 1999 году фирма выплатила дивиденды в 2006 году, следующая выплата последовала в 2012 году, с ноября 2012 года выплаты дивидендов держателям акций проходят ежеквартально.

### Финансовые показатели
Основной источник доходов компании — направление графических процессоров, которое в совокупности принесло в 2018 г. 8,14 миллиарда долл. (рост на 40 % в сравнении с 2017 годом), включая 1,93 миллиарда доходов от решений для ЦОД (Tesla, Grid, DGX, рост на 133 % в сравнении с 2017) и 934 миллиона долларов, которые принесло направление профессиональной визуализации (рост 12 % в сравнении с 2017).
По итогам 2018 финансового года выручка компании составила 9,714 миллиарда долларов, операционная прибыль — 3,21 млрд, чистая прибыль — 3,047 млрд долл.; в сравнении с 2017 финансовым годом выручка выросла на 41 %, операционная прибыль — на 66 %, чистая прибыль — на 83 %.
Решения на базе систем на чипе Tegra принесли компании 1,53 миллиарда (на 86 % больше, чем годом ранее), в которых 558 миллионов составили доходы от установки информационно-развлекательных систем для автомобилей, бортовых компьютеров Drive PX и разработки для самоуправляемых автомобилей.
Стоимость акций Nvidia с начала 2023 года выросла более чем на 230 % (это связано прежде всего с ростом продаж высокопроизводительных вычислительных графических процессоров, крайне востребованных у крупнейших IT-компаний, которые сейчас занимаются развитием технологий ИИ), а Nvidia Corp. стала первым в мире «чипмейкером», капитализация которого превысила 1 трлн долларов. Кроме неё в число компаний-триллионеров входят такие американские IT-гиганты, как Apple, Microsoft, Amazon, Alphabet, а также нефтегазовая компания Saudi Aramco.
22 февраля 2024 года акции NVIDIA выросли на 15 %, в результате чего рыночная капитализация компании увеличилась более чем на $230 млрд всего за день, что стало самым большим приростом рыночной стоимости компании за день в истории, затмивший прежний рекорд в $197 млрд, установленный Meta в начале февраля 2024 года. Причиной роста стала публикация годового отчёта NVIDIA, в котором были показаны рекордные значения выручки и чистой прибыли.
3 сентября 2024 года акции Nvidia упали на 9,5 %, в результате чего её капитализация сократилась на 280 млрд долларов. Это крупнейшее падение стоимости акций за один день в истории американского рынка акций произошло после того, как Министерство юстиции США выдало повестку в суд, обвинив компанию в нарушении антимонопольного законодательства. Таким образом всего за один год Nvidia побила оба рекорда — и самого большого прироста капитализации за день, и самого резкого её обвала за одну торговую сессию.

### В России
С начала 2000-х годов фирма начала проявлять интерес к российскому рынку графических процессоров, на котором занимала положение безусловного лидера. В 2003 году в Москве начал работу офис Nvidia, в зону ответственности которого попали страны Европы, Ближнего Востока и Африки. Через российский офис фирма занималась подбором местных программистов и сотрудничество с разработчиками для оптимизации как выпущенных, так и находящихся в разработке игр. Также на базе российского офиса была открыта лаборатория для тестирования игр, программного обеспечения для профессиональной визуализации и других приложений, использующих вычислительные мощности графического процессора. На 2014 год московская лаборатория была одним из 4 крупнейших дата-центров фирмы, и на её долю приходилось до 70 % всех тестируемых компанией игр. Инженеры офиса принимают участие во многих глобальных проектах компании, фокусируясь на разработке и развитии программной составляющей решений для игрового и профессионально рынка, включая рынок ИИ.
С 2011 года по 2022 года российский офис располагался в бизнес-центре «Двинцев» на улице Двинцев в Москве.
7 марта 2022 года компания объявила об уходе с рынка России и Беларуси в связи с вторжением России на Украину. Nvidia остановила продажи в России с марта, в июле перестала продлевать и продавать российским компаниям лицензии на программное обеспечение для облачного гейминга.
О полном уходе с российского рынка также свидетельствует квартальная отчетность компании: в итоге, в 2022 году на Россию пришлось 2 % от общего объёма продаж Nvidia.

## Критика
В феврале 2003 года разгорелся спор между Futuremark и Nvidia из-за теста видеокарты на производительность — Futuremark обвинила NVidia в подстройке драйверов видеокарты специально, чтобы увеличить показатели производительности в тесте. На протяжении нескольких месяцев Futuremark не признавала результаты своих тестов с последней версией драйвера Nvidia. Наконец, публично пообещав на своём официальном сайте опубликовать новую версию теста, которая блокирует эти механизмы подстройки и обвинив NVidia в преднамеренной обфускации кода драйверов Detonator FX, Futuremark днём позже отозвала своё заявление, объяснив его личной ошибкой разработчика. Как отмечала пресса, это позволило Futuremark избежать судебных исков о защите деловой репутации.
В 2012 году Линус Торвальдс обрушился с жёсткой критикой в адрес Nvidia из-за плохого сотрудничества с разработчиками Linux. На своей встрече со студентами Университета Аалто в Финляндии он нецензурно высказался о компании Nvidia, и назвал её худшей из компаний, с которыми приходится сталкиваться сообществу Linux.
В 2014 году руководитель по связям с общественностью Роберт Халлкок компании AMD обвинил Nvidia в борьбе с конкурентами при помощи библиотеки разработки GameWorks. По его словам, GameWorks искусственно мешает разработчикам оптимизировать код игр под аппаратное обеспечение конкурирующих производителей видеокарт.
В 2015 году компанию уличили в сокрытии реальных характеристик своего флагманского устройства GeForce GTX 970. Независимые исследователи установили, что графический процессор имеет не 64 блока ROP, как было заявлено самим производителем, а всего 56. Так же они указали, что видеопамять устройства работает по схеме 3,5+0,5 Гбайт, в которой часть памяти GDDR5 работает на заведомо меньшей скорости, чем её основной блок, а кэш второго уровня урезан с 2 Мбайт до 1,75 Мбайта.
В феврале 2019 года AMD выступила с критикой новой проприетарной технологии интеллектуального сглаживания Nvidia Deep Learning Super-Sampling (DLSS). Представители AMD считают, что открытые стандарты SMAA и TAA хорошо работают на ускорителях разных вендоров и при этом лишены недостатков DLSS.